# Rino Passigato
Rino Passigato (Bovolone, 1944 - ) es un sacerdote y diplomático católico italiano.

## Biografía
Rino Passigato nació en Bovolone, Italia, el 29 de marzo de 1944. Fue ordenado sacerdote para la diócesis de Verona de 24 años de edad el 29 de junio de 1968.
Después de terminar sus estudios en la Pontificia Academia Eclesiástica en 1955, ingresó al servicio diplomático sirviendo en diferentes Nunciaturas y delegaciones como las de Australia y del Reino Unido. Fue nombrado pro-nuncio apostólico en Burundi por el papa Juan Pablo II a los 47 años de edad, y recibió su consagración episcopal con la sede titular de Nova Caesaris, el 6 de enero de 1992, del Papa Juan Pablo II, asistido por los arzobispos Giovanni Battista Re y Josip Uhac.
El 18 de marzo de 1996, fue nombrado nuncio apostólico en Bolivia.  Luego fue nombrado nuncio apostólico el Perú el 17 de julio de 1999, cargo en el que permaneció hasta que fue nombrado nuncio apostólico en Portugal el 8 de noviembre de 2008.

## Distinciones
Gran Cruz de la Orden de Cristo de la República Portuguesa (11 de marzo de 2010).
 Gran Cruz de la Orden de Santiago de la Espada de la República Portuguesa (6 de junio de 2009).